# Der Kinderschutzbund

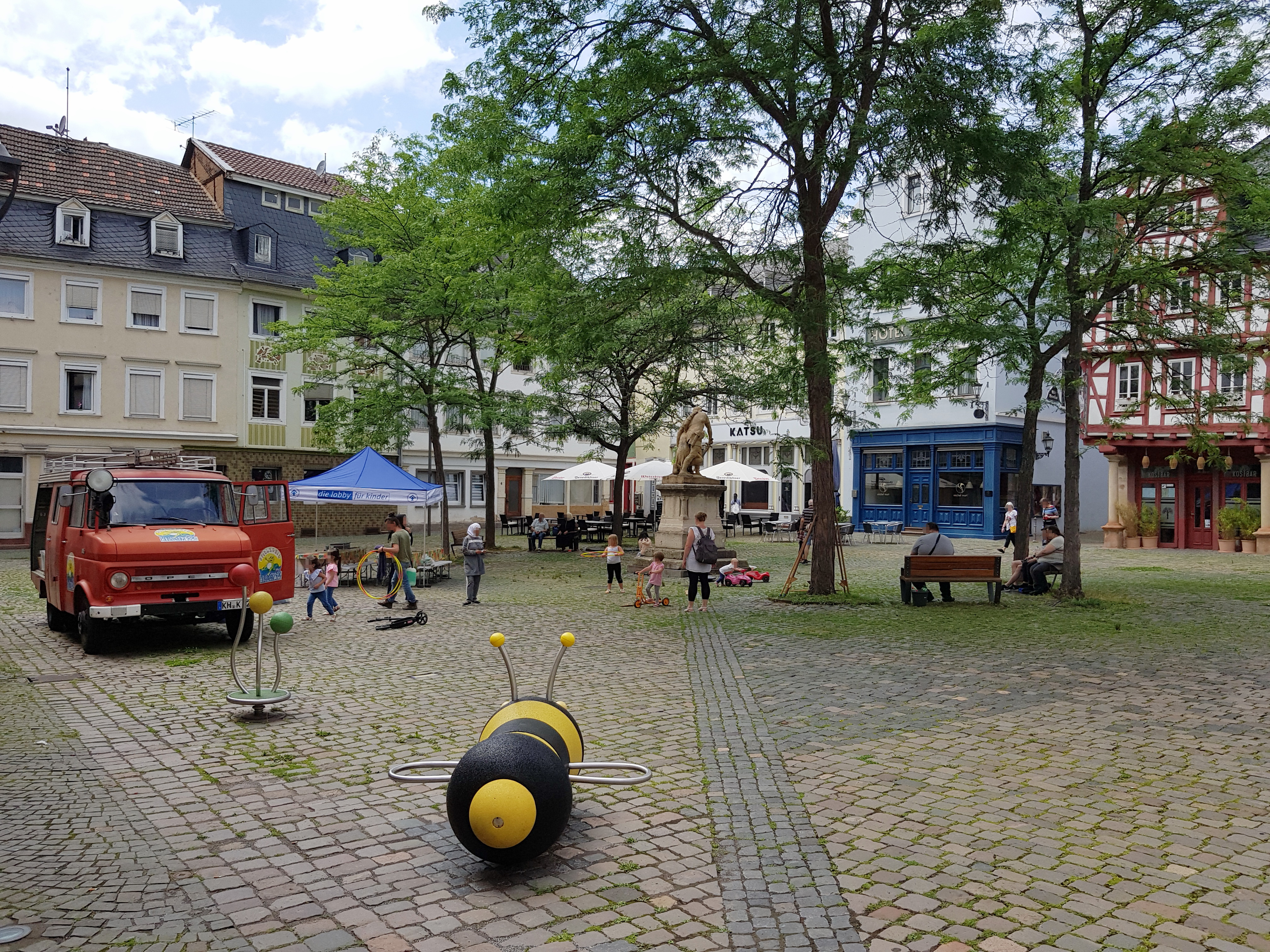
Auf Initiative des Deutschen Kinderschutzbundes und mit seiner Unterstützung erhielt in Bad Kreuznach 2019 der Eiermarkt die Zusatzbezeichnung Platz der Kinderrechte. Das Bild zeigt den ersten Einsatz des Spielmobils „Knallfrosch“ des Kinderschutzbundes auf dem Platz.

Der Kinderschutzbund (DKSB) ist ein bundesweit vertretener, gemeinnütziger Verein und eine Lobby für Kinder. Er wurde 1953 als Deutscher Kinderschutzbund gegründet und ist ein Dachverband von Landesverbänden, die derzeit etwa 430 Ortsvereine repräsentieren. Er setzt sich laut Satzung für den Kinderschutz, die Kinderrechte und die Verbesserung der Lebensbedingungen von Kindern und ihren Familien ein. Der Verband ist nach eigenen Angaben parteipolitisch und konfessionell ungebunden und will auftretende Missstände aufspüren, Politiker und Verwaltung zum Handeln drängen und durch eigene Initiativen eine kindgerechtere Gesellschaft herbeiführen. Seit 2023 ist Sabine Andresen Präsidentin des Verbandes.

## Strukturen und Themenbereiche

### Strukturen
Der Verband hat 50.000 Einzelmitglieder und ist damit der mitgliedsstärkste Kinderschutzverband in Deutschland. Er besteht aus dem Bundesverband, 16 Landes- und 430 Orts- und Kreisverbänden. Auf Ortsebene bildet die praktische Arbeit mit Kindern, Jugendlichen und Eltern einen besonderen Schwerpunkt.
Der DKSB ist Mitglied im Deutschen Paritätischen Wohlfahrtsverband, der zur Freien Wohlfahrtspflege in Deutschland gehört. Er arbeitet in dieser Eigenschaft mit Jugendämtern zusammen und wird von diesen fallweise beauftragt, Erziehungshilfen in Familien zu senden, die von dem Amt betreut werden.
Zu der Angebotspalette gehören unter anderem
- Beratungsangebote
- frühe Hilfen
- Elternkursangebote Starke Eltern – Starke Kinder
- betreuter Umgang
- schulische Angebote
- Freizeiteinrichtungen

Wesentlicher Arbeitsschwerpunkt der Landesverbände ist es, die Ortsverbände in ihrer praktischen Kinderschutzarbeit durch die Entwicklung von Konzepten oder die Bereitstellung von Fortbildungsangeboten zu unterstützen.
Der Bundesverband mit seiner operativen Einheit der Bundesgeschäftsführung übernimmt vor allem die
- Öffentlichkeits- und Lobbyarbeit
- Koordination und Realisierung medienwirksamer Kampagnen
- Akquisition und Betreuung von Förderern und Sponsoren

Der Bundesverband ist Inhaber der „DKSB Marketing GmbH“ mit Sitz in Berlin.

### Themenbereiche

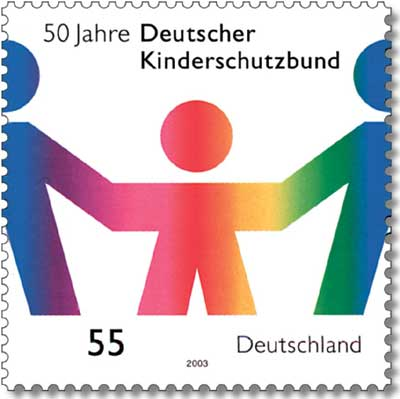
50 Jahre DKSB – Briefmarke von 2003

Der Verband äußert sich zu vielen Themen, die Kinder und deren Lebensbedingungen und Wohlergehen betreffen. Einen besonderen Schwerpunkt bilden aber drei Themenbereiche:
- Die Bekämpfung der Kinderarmut in Deutschland
- Die Prävention von Kindern vor Gewalt und Vernachlässigung
- Die vollständige Verwirklichung der Kinderrechte – die Einführung der Kinderrechte in das Grundgesetz

Vor dem Hintergrund dieser Zielsetzungen formuliert der Verband sozial- und familienpolitische Forderungen, initiiert Kampagnen und entwickelt praktische Maßnahmen zum Kinderschutz in Deutschland.

### Kinder- und Jugendtelefon und Elterntelefon
Kinder, Jugendliche und Eltern können sich bei Sorgen und Problemen kostenlose und anonyme Beratung über das Kinder- und Jugendtelefon bzw. Elterntelefon einholen. Das erste „Sorgentelefon“ wurde 1970 beim Kinderschutzbund in Köln gestartet. Am 30. November 1980 gründete sich die „Bundesarbeitsgemeinschaft der Sorgentelefone“, deren zentrale Koordinierungsstelle zunächst beim Landesverband Nordrhein-Westfalen des DKSB eingerichtet wurde. Seit 1994 ist er als der Dachverband ein eigenständiger eingetragener gemeinnütziger Verein mit Sitz in Wuppertal. Er ist Mitglied im Deutschen Kinderschutzbund und von Child Help Line International. Das Elterntelefon kam 2001 hinzu und dient als Beratungsangebot für Eltern und andere Erziehende. 2004 änderte der Verein seinen Namen in Nummer gegen Kummer e. V. Das Kinder- und Jugendtelefon sowie das Elterntelefon sind als bundesweite Netzwerke aufgebaut, um die Beratung von Kindern, Jugendlichen und Eltern zu gewährleisten. 43 der insgesamt 46 Elterntelefone und 79 der insgesamt 95 Kinder- und Jugendtelefone werden vom DKSB betrieben.

## Geschichte
Vorgänger des Kinderschutzbundes war der Verein zum Schutz der Kinder vor Ausnutzung und Misshandlung (1898–1933).
Nach dem Zweiten Weltkrieg bestand in Deutschland keine verbandliche Kinderschutzarbeit. 1953 gründete der Hamburger Arzt Fritz Lejeune in Hamburg den Deutschen Kinderschutzbund, der jedoch sozialpädagogisch und sozialpolitisch vorerst nur geringe Bedeutung erlangte. Lange Jahre trat er für den „Schutz unserer Kinder vor Triebverbrechern und anderen Gefahren“, für Strafverschärfung nach Kindermisshandlung ein und forderte Sicherungsverwahrung oder alternativ die Einweisung in Arbeitslager oder die Verbringung auf ferne Inseln für „Triebtäter“.
Dieter Kreft wertet dieses Verhalten eher als Entlastung für die Sexualängste der Erwachsenen denn als Schutz für misshandelte Kinder. Ab 1975 gelang dem Verein mit der Deutschen Charta des Kindes und 1977 mit der Hamburger Erklärung eine Loslösung von triebrepressiven und gegenaggressiven Konzepten.

### Liste der Präsidenten
- 1953–1964: Fritz Lejeune, Kinderarzt
- April bis Oktober 1964: Jörg Fromberg
- 1965–1969: Hans von Nordheim, Landgerichtspräsident
- 1969–1972: Walter Becker, Leitender Regierungsdirektor
- 1972–1975: Eberhard Schomburg, Erziehungswissenschaftler
- 1975–1981: Kurt Nitsch, Kinderarzt
- 1981–1993: Walter Bärsch, Erziehungswissenschaftler und Psychologe, 1993–1996 Ehrenpräsident
- 1993–2023: Heinz Hilgers, Politiker (SPD), seit 2023 Ehrenpräsident[8]
- seit Mai 2023: Sabine Andresen, Pädagogin

## Kritik an Rauchen in Filmen
Der Kinderschutzbund äußert sich regelmäßig zu gesundheitspolitischen Fragen, die Kinder und Jugendliche betreffen. So hat er im Januar 2018 die öffentliche Kritik der Stiftung Deutsche Krebshilfe an den Raucherszenen in Filmen bekräftigt, die im deutschen Fernsehen gezeigt werden. Die Organisation erklärte sich solidarisch mit der Krebshilfe, die scharfe Kritik an der staatlichen Filmförderung in Deutschland übte. Vorstandsvorsitzender Gerd Nettekoven forderte die staatliche und institutionelle Filmförderung nachdrücklich auf, „Filme, in denen geraucht wird“, nicht mehr zu fördern. Filme mit Rauch-Szenen seien eine Werbung für die Zigarette.
Der Kinderschutzbund appellierte darüber hinaus an Wirtschaft und Medien, sich ihrer Verantwortung bewusst zu sein. „Je selbstverständlicher das Rauchen im Alltag integriert wird, desto mehr verinnerlichen Kinder und Jugendliche dieses Bild der Wirklichkeit. Und desto stärker geraten sie natürlich in Gefahr, selbst zur Zigarette zu greifen“, warnte eine Verbandssprecherin in Berlin.